# Paul Le Drogo
Paul Le Drogo (Pontivy, 16 de diciembre de 1905 - Sarzeau, 25 de julio de 1966) fue un ciclista francés que fue profesional entre 1927 y 1939. Durante estos años consiguió una veintena de victorias, entre ellas una etapa en el Tour de Francia de 1929. Era el hermano pequeño del también ciclista Ferdinand Le Drogo.

## Palmarés[2]
- 1927
  - 1º en el Gran Premio de Alceida y vencedor de 2 etapas
  - 1º en Lorient
- 1928
  - 1º en el Gran Premio de la Sharte
  - 1º en el Circuito de los Ases del Oeste
- 1929
  - 1º en el Critèrium Nacional de primavera
  - 1º en la Challenge Lux a Morlaix
  - 1º en la Challenge Sigrand a Brest
  - Vencedor de una etapa en el Tour de Francia
- 1930
  - 1º en la París-Rennes
  - Vencedor de una etapa al Circuito de las Villas de aguas de Auvernia
- 1931
  - 1º en el Gran Premio del Cincuentenario de la ruta a Monthléry
- 1932
  - 1º en el Circuito de la Mancha
  - Vencedor de una etapa al Circuito del Oeste
- 1933
  - Vencedor de una etapa en el Circuito del Oeste
- 1934
  - Vencedor de 2 etapas en el Circuito del Oeste
- 1935
  - 1º en Saint-Brieuc
  - Vencedor de una etapa en el Circuito del Oeste
- 1936
  - 1º en Saint-Brieuc

## Resultados en el Tour de Francia
- 1927. Abandona (1º etapa)
- 1929. Abandona (10º etapa). Vencedor de una etapa
- 1932. Abandona (5º etapa)